# Steve Pops
Steve Pops est un personnage de fiction ; c'est un agent secret H2O, parodie de James Bond, du Na2S, un service de contre-espionnage britannique.
Créé par Jacques Devos, Steve Pops vit des aventures fantaisistes et colorées dans deux petits albums sous un format carré exceptionnel en publication de bande dessinée franco-belge.
Steve Pops est un maître de déguisement, du combat corps à corps et des armes de poing. Il est connu pour ses vêtements, ses gâteaux et sa forte barbe ; sa barbe croît rapidement au cours de ses aventures.
Les aventures de Steve Pops parodient les films de James Bond (interprété à l'époque par Sean Connery) tout en intégrant des éléments d'autres séries célèbres d'espion tel que Des agents très spéciaux (Man from U.N.C.L.E.); Napoleon Solo et Illya Kuryakin y font même une apparition. Roger Moore alias Simon Templar fait une apparition lorsque Steve Pops se plaint de son véhicule en admirant la célèbre Volvo du Saint.
Cette série est tombée dans l'oubli, éclipsée par les autres séries de Jacques Devos (M. Rectitude et Génial Olivier, Chroniques extraterrestres, etc.).
L'album Steve Pops contre les Soucoupes Volantes est paru en septembre 2015 en noir et blanc ainsi qu'un quatrième volume, resté lui à l'état de Storyboard.

## Épisodes
| No | Titre                           | Nombre de pages | Scénario                    | Dessin        | Date de publication | Remarque |
| -- | ------------------------------- | --------------- | --------------------------- | ------------- | ------------------- | --- |
| 1  | Steve contre Dr Yes             |                 | Jacques Devos               | Jacques Devos | 1966                | Parodie de James Bond 007 contre Dr. No. |
| 2  | Opération éclair                |                 | Jacques Devos et Wim Dannau | Jacques Devos | 1967                | Parodie de Opération tonnerre. |
| 3  | Steve et les soucoupes volantes |                 | Jacques Devos               | Jacques Devos |                     | Ce troisième album volé dans les locaux des Éditions Casterman est paru en septembre 2015 aux éditions du Coffre-à-BD.                                  |
| 4  | L'Affaire Citrolls-Roynault     |                 | Jacques Devos               | Jacques Devos |                     | Cette quatrième aventure est restée à l'état de storyboard. Elle est parue en septembre 2015 aux éditions du Coffre-à-BD.                               |
| 5  | Steve Pops en orbite            |                 | Jacques Devos               | Jacques Devos |                     | Seule trois pages de cette aventure ont été dessinées ainsi que le début d'une quatrième. Elle est parue en septembre 2015 aux éditions du Coffre-à-BD. |